# Orishas
Orishas is een Cubaans-Franse hiphopgroep.
De band werd in 1999 opgericht door Yotuel "Guerrero" Omar Romero Manzanares en Hiram "Ruzzo" Riverí Medina, twee Cubanen uit Havana die in Parijs verbleven omwille van een uitwisselingsprogramma en daar Roldán González Rivero en Liván "Flaco Pro" Nuñez Alemán, twee uitgeweken Cubaans-Franse rappers leerden kennen.
De band is genoemd naar de orisha's, beschermgeesten uit het Afrikaanse Yoruba-geloof dat eveneens in Cuba gepraktiseerd wordt (Santería).

## Discografie
- A Lo Cubano (januari 2000)
- Emigrante (mei 2002)
- El Kilo (2005)
- Antidiotico (2007)
- Cosita Buena (2008)